# Chi2 Sagittarii
Chi2 Sagittarii, eller 48 Sagittarii, är en blåvit underjätte i stjärnbilden Skytten.
Chi2 Sagittarii har visuell magnitud +7,28 och kräver fältkikare för att kunna observeras. Den befinner sig på ett avstånd av ungefär 1775 ljusår.